# 향어
향어(香魚, mirror carp, 문화어: 용정어)는 잉어목 잉어과에 속하는 민물고기이다. 비늘이 거의 없는 편이며 독일의 가죽잉어와 이스라엘의 토종잉어를 이용해 개량하였다.는 유럽에서 발견되는 잉어의 일종이다.
독일에서 개량되어 1970년대 초부터는 한국에서 양식되었다.
몸 높이는 잉어보다 높고 몸통이 더 퉁퉁하다. 주둥이는 둥글고 입은 아래로 향해 있다. 입수염은 2쌍이며 옆줄은 뚜렷하고 비늘은 몸 일부에만 있거나 거의 없다.  
댐이나 호수, 물이 느리게 흐르는 하천에 적은 수가 산다.  
잡식성이며 부착조류, 유기물, 조개, 수서곤충, 갑각류 등을 먹는다.

## 같이 보기
- 전국내수면향어양식협회